# Gotham City
Gotham City, auch kurz Gotham genannt (amerikanisches Englisch: [ˈɡɒθəm]), ist eine fiktive Großstadt im DC-Universum, dem Schauplatz der von dem US-amerikanischen Comicverlag DC Comics produzierten Comicserien. Die Stadt ist einer breiteren Öffentlichkeit vor allem als Handlungsort der Geschichten um die Superheldenfigur Batman bekannt geworden. In dem Comic-Heft Batman #4 aus dem Jahr 1940 wurde sie erstmals namentlich erwähnt.

## Der Name Gotham City und die „Erfindung“ der Stadt

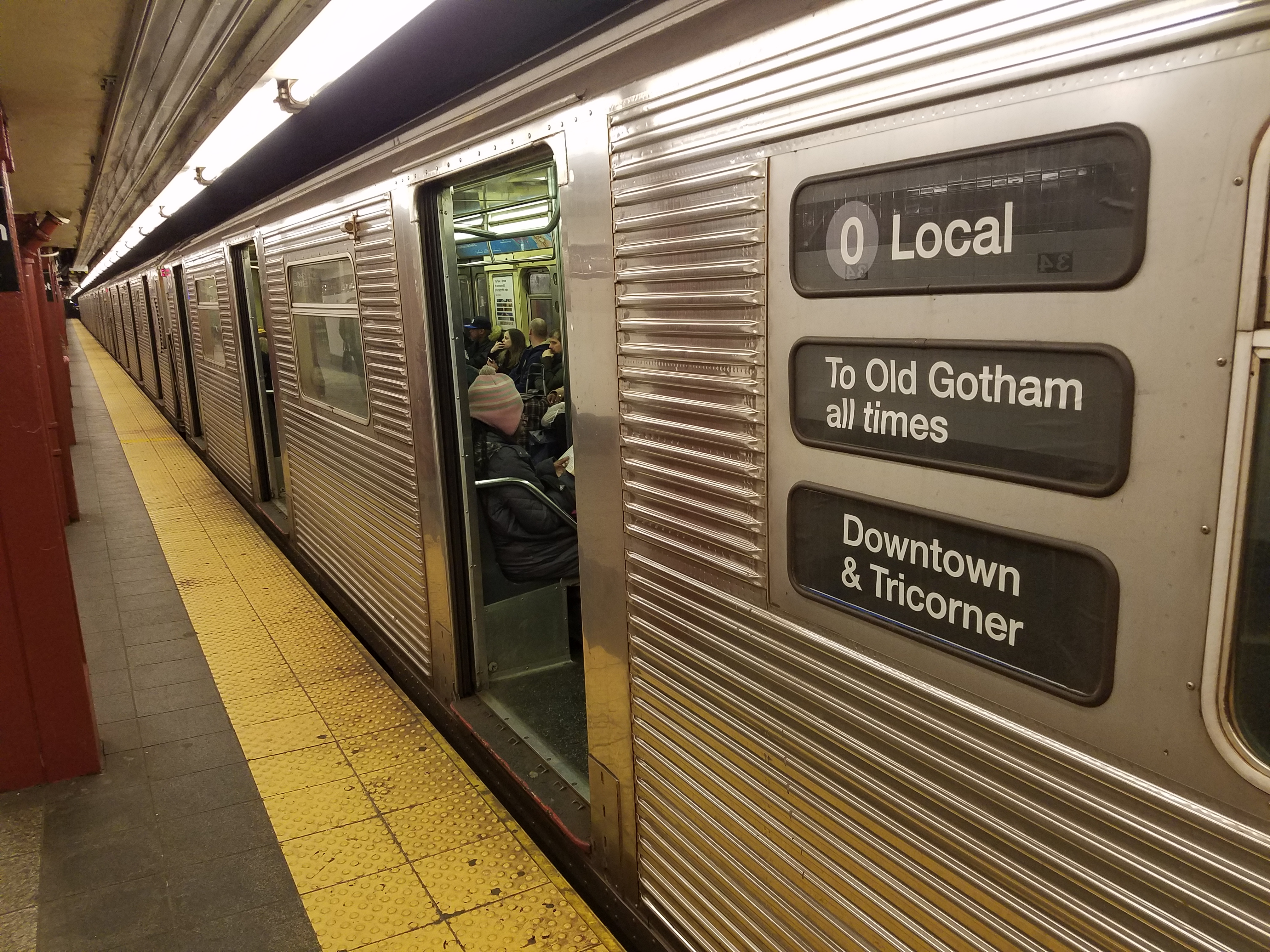
Dieser reale New Yorker U-Bahn-Wagen behielt nach Dreharbeiten für den Film Joker ein Rollband, das fiktive Ziele (Old Gotham, Downtown & Tricorner) in Gotham City anzeigen konnte

Der Name Gotham City geht letztlich auf das englische Dorf Gotham ([ˈɡəʊtəm]) in der Grafschaft Nottinghamshire zurück; bekannt wurde es durch eine im 16. Jahrhundert veröffentlichte Sammlung satirischer Geschichten mit dem Titel Merrie Tales of the Mad Men of Gotham. Im Jahr 1807 übertrug der Schriftsteller Washington Irving die Bezeichnung Gotham erstmals auf New York City. Daraufhin wurde Gotham im 19. Jahrhundert ein gebräuchlicher Spitzname für die Stadt New York (ursprünglich nur für deren Stadtteil Manhattan).
Eine in düsteren Farben gestaltete, durch Hochhaus-umsäumte Straßenschluchten und Küstenlage gekennzeichnete amerikanische Großstadt als Handlungsort der Batman-Geschichten wurde bereits 1939 in der allerersten Batman-Geschichte in Detective Comics #27 vorgestellt. Autor dieser Geschichte und damit geistiger Vater von Batmans Heimatstadt war der Schriftsteller Bill Finger. Die Zeichnungen besorgte Bob Kane, der „Batmans Stadt“ als Erster optisch gestaltete und damit ihr Erscheinungsbild definierte und maßgeblich prägte.
Diese Stadt blieb in der Geschichte aus Detective Comics #27 und in den meisten anderen Geschichten der Jahre 1939 und 1940 noch namenlos, ganz vereinzelt wurde sie jedoch als New York City bezeichnet. Meist wurde sie mit Attributen wie „die düstere Stadt der grauen Schatten“ umschrieben. Erst in der vierten Ausgabe von Batman, die im Dezember 1940 erschien, bekam sie den Namen Gotham City verpasst, der ihr seither erhalten geblieben ist. New York schied damit als Name für Batmans Heimat endgültig aus, wenn auch nach wie vor niemand bestritt, dass Gotham City nichts anderes sei als eine Chiffre für New York City, wie zuvor Paraphrasen der Art „düstere Stadt“. Gotham City erinnert in vielerlei Hinsicht an New York.
Laut dem Comic-Historiker Jim Steranko sagte Bill Finger zur Wahl des Namens Gotham City: „Ursprünglich hatte ich vor, Gotham City Civic City zu nennen. Dann überlegte ich mir Capital City, dann Coast City. Dann blätterte ich im Telefonbuch von New York City. Ich sah den Namen Gotham Jewelers [ein Juweliergeschäft] und sagte: Das ist es, Gotham City. Wir nannten die Stadt nicht New York, weil wir wollten, dass sich jeder in jeder Stadt mit ihr identifizieren kann. Natürlich ist Gotham ein anderer Name für New York.“
Der Comic-Historiker Greg Theakston hat darauf hingewiesen, dass der Name Gotham City im Dezember 1940 auch in einem anderen Comic auftauchte, nämlich in der ersten Geschichte um den Abenteurer Mr. Scarlet, die von den Autoren France Herron und Jack Kirby stammte und im ersten Heft von Wow Comics erschien.
Schnell genug ausgesprochen, klingt Gotham City im Englischen wie goddamn(ed) city, was so viel heißt wie „von Gott verdammte Stadt“. Gotham City wird von vielen Figuren innerhalb der Geschichten in diesem Sinne als sprechender Name aufgefasst.

## Die geographische Lage von Gotham City
Als fiktive Stadt besitzt Gotham City naturgemäß keine reale geographische Lage, sondern wird so verortet, wie es die Geschichte erfordert, die der jeweilige Autor gerade erzählen möchte.
Es besteht jedoch seit den frühesten Batman-Comics der späten 1930er Jahre ein stilles Einvernehmen zwischen den Machern und den Lesern der Batman-Comics, dass Gotham City mit der amerikanischen Ostküstenmetropole New York City als identisch anzusehen ist. Dementsprechend wurde lange Zeit der Heimatstaat der Stadt New York, der gleichnamige Bundesstaat New York, auch routinemäßig als Heimatstaat von Gotham City angegeben. Später wurde Gotham City „nach Süden verlegt“, in den Bundesstaat New Jersey, um so dem Dilemma abzuhelfen, dass in den Batman-Geschichten nicht nur Gotham City als „New York“ existiert, sondern auch das eigentliche New York, also New York City.
Um eine Koexistenz von Gotham-„New York“ und New York-„New York“ zu ermöglichen, ließ man daher zwei New Yorks in den Geschichten vorkommen: Das eigentliche New York City an seiner regulären geographischen Lage am Hudson River und mit allen seinen charakteristischen Bauten und Institutionen sowie eine (düstere) Kopie von New York City, die den Namen Gotham City trägt und etwas weiter im Süden liegt. Die Gotham-Kopie von New York weist große Ähnlichkeiten mit dem „Big Apple“ auf, ist aber durch einige Variationen gekennzeichnet: So existieren in Gotham City einige Gebäude und Einrichtungen, die New York fremd sind, außerdem besitzt Gotham City, trotz der engen Anlehnung an das New Yorker Stadtbild, mit seinen sich auftürmenden Hochhauskolossen, eine charakteristisch von New York verschiedene Skyline. Zudem unterscheidet sich der Grundriss von Gotham deutlich von dem New Yorks.
„Fixe“ geographische Merkmale von Gotham City, die immer wieder zitiert werden, sind seine Lage an der Küste, am Meer oder gelegentlich auch an den Ufern des riesigen „Lake Gotham“, sowie seine Nachbarschaft zu Supermans Heimatstadt Metropolis und dem ehemaligen Walfängerhafen Blüdhaven, zeitweise Schauplatz der Serie Nightwing, die von den Abenteuern von Bruce Waynes Adoptivsohn Dick Grayson handelt. Das Heft New Adventures of Superboy #22 vom Oktober 1981, platzierte Gotham City und Metropolis als „Zwillingsstädte“ an den gegenüberliegenden Seiten einer großen Bucht. Das strahlende Metropolis wird dabei als „Cinderella City“ und Gotham als seine „hässliche Stiefschwester“ („ugly step-sister“) bezeichnet. Andere Geschichten behaupten eine Entfernung von etwa 100 km zwischen beiden Städten. Der frühere Editor Mark Gruenwald ließ Gotham in New Jersey gelegen sein (The Amazing World of DC Comics, 1970er Jahre), während er Metropolis in der Umgebung von Washington D.C. lokalisierte. Der The Atlas of the DC Universe (1990) verortet Gotham ebenfalls im Süden von New Jersey, während er Metropolis im Bundesstaat Delaware beheimatet wissen will. Einige Comics reden sogar von Gotham als einem eigenen Staat („The Dark Deco State“) mit Gotham City als Hauptstadt (Batgirl-Serie, Vertigo-Comics), die Hefte, die die Stadt in New Jersey verortet wissen wollen, überwiegen jedoch deutlich (Shadow of the Bat Annual #1, Detective Comics #503 u. a.).
Die meisten Karten von Gotham City orientieren sich an Manhattan und Vancouver. Swamp Thing #53 vom Oktober 1986 bediente sich für eine Karte von Gotham der Geographie des kleinen US-Bundesstaates Rhode Island.

## Das Stadtbild von Gotham City
Seit den 1980er Jahren versucht man in US-amerikanischen Comics ein möglichst großes Maß an Kontinuität innerhalb einer Serie zu wahren. Seither ist die geographische Lage sowie das Stadtbild und die Anordnung verschiedener Schauplätze innerhalb des Stadtgefüges beständiger geworden: Immer wiederkehrende Gebäude wie der Wayne Tower, das Wayne Manor, das Arkham Asylum oder das Blackgate-Gefängnis werden seither mit großer Sorgfalt an dem immer gleichen Ort innerhalb des Stadtgebietes gelegt. Desgleichen ist das äußere Erscheinungsbild dieser Gebäude heute durch strikte Richtlinien und „Baupläne“ festgelegt, so dass die Art und Weise, wie sie bei der zeichnerischen Darstellung in den meisten Comics erscheinen, nur geringen Schwankungen unterworfen ist. Ebenso wird der Grundgedanke, dass Gotham Citys Architektur eine Verbindung von moderner Bautechnik und Neo-Gotik sein soll, seit den 80er Jahren mit großer Treue behandelt.
In den Batman-Geschichten der 1950er und 1960er Jahre – die zudem meist bei Tage spielten – wurde Gotham Citys Erscheinungsbild deutlich aufgehellt: Die Gebäude und Straßen der Stadt wirkten, passend zu den heiteren Geschichten der Zeit, atmosphärisch deutlich heller und freundlicher als in den 1940er Jahren. In den 1970er Jahren kehrte man zur Atmosphäre der Düsternis zurück, ein Trend der insbesondere durch den Zeitgeist der 1980er Jahre („Dark Age“) weiter intensiviert wurde. Seither hat man daran festgehalten, Gotham als einen dunklen, unanheimelnden und unheilschwangeren Ort, der einen zynischen und grimmigen Menschenschlag hervorbringt, darzustellen.

### Das Erscheinungsbild der Stadt
Der langjährige Redaktionsleiter der Batman-Abteilung beim DC-Verlag, Dennis O’Neil, hat Gotham City einmal als „Manhattan jenseits der 14. Straße um elf Minuten nach Mitternacht in einer klirrend kalten Novembernacht“ charakterisiert.
Charakteristisch für Gotham City ist die Vermischung von grundverschiedenen, nicht miteinander zu vereinbarenden architektonischen Stilrichtungen und Bauschulen: So weisen die Straßenzüge und Gebäude in den Batman-Geschichten Eigenschaften der Gotik und Neogotik, aber auch des Art déco und des Art Nouveau auf. Intradiegetisch, d. h. innerhalb der fiktiven Realität der Comics wird diese verschrobene Verquickung von inkongruenten architektonischen Mitteln und Stilen damit erklärt, dass Judge Solomon Wayne, ein ortsansässiger Richter und der heimliche Herrscher von Gotham City im 19. Jahrhundert, seinen Einfluss genutzt hätte, um dem exzentrischen Architekten Cyrus Pinkney den Ausbau der Stadt zu übertragen. Pinkney, so die Erklärung weiter, habe die weitreichenden Macht- und Geldmittel benutzt, um seine ausgefallenen und abschreckenden Visionen zu verwirklichen, was aufgrund klammer Stadtkassen hingenommen wurde und nachträglich nicht habe revidiert werden können. Daher erkläre sich die bizarre Spukhausatmosphäre der von Pinkney entworfenen Gebäude in der Downtown der Stadt („Gotham Style“).
Architekten, deren Arbeiten das Erscheinungsbild der Gebäude von Gotham City, wie es sich in Comics, Fernsehserien und Zeichentrickfilmen traditionell darstellt, maßgeblich beeinflusst haben, sind unter anderem Norman Foster, Otto Wagner und Albert Speer. Wichtigen Einfluss auf das Erscheinungsbild der Stadt in den Comics der letzten Jahrzehnte übten die Set-Designs aus, die der Szenenbildner Anton Furst für den Batman-Film von 1989 schuf und deren Optik seit den frühen 1990er Jahren für die Comics adaptiert wurde. Burtons Film von 1989 verarbeitete Antoni Gaudís Sagrada Família (Kathedrale von Gotham) und die Werke des japanischen Architekten Shin Takamatsu (Flugelheim Museum).

## Die Stadtgeschichte
In den meisten Versionen beginnt die Stadtgeschichte 1635, als norwegische Söldner auf dem späteren Stadtgelände ein permanentes Lager errichten (Swamp Thing #53). Im 18. Jahrhundert erbauen Epislah Psalter und Benedict Rance in der Nähe eines Handelspostens, der aus dem alten Söldnerlager erstanden ist, eine Nervenheilanstalt, um die herum sich nach und nach eine Kleinstadt und später eine wachsende Großstadt entwickelt, die schließlich zur Metropole wird (Atlas of the DCU).

## Wiederkehrende Schauplätze in Gotham City

### Eponyme Einrichtungen
Verschiedene Straßen, Brücken, öffentliche Parks und andere geographische Einheiten in Gotham City sind nach bedeutenden Batman-Autoren und -Zeichnern der Vergangenheit benannt:
- Aparo Expressway (nach dem Zeichner Jim Aparo)
- Aparo Park (ebd.)
- Archie Goodwin International Airport (nach dem Autor und Editor Archie Goodwin)
- Barr Town (nach dem Autor Mike W. Barr)
- Cape Carmine (nach dem Zeichner Carmine Infantino)
- Davis Avenue (nach dem Zeichner Alan Davis)
- Dixon Dock (nach dem Autor Chuck Dixon)
- Finger River (nach dem Autor Bill Finger)
- Finger Memorial Park (ebd.)
- Grant Park (nach dem Autor Alan Grant)
- Kane County Morgue (nach dem Zeichner)
- Miller Hafen (nach dem Autor Frank Miller)
- Novick Tunnel (nach dem Zeichner Irv Novick)
- Peterson R.R. Tubes (nach Scott Peterson)
- Port Adams (nach dem Zeichner Neal Adams)
- Robbinsville (nach dem Zeichner Frank Robbins)
- Robinson Plaza (nach dem Zeichner Jerry Robinson)
- Robinson Square (ebd.)
- Rogers Yacht Basin (nach dem Zeichner Marshall Rogers)
- R.H. Kane Building (nach dem Zeichner Bob Kane)
- Robert Kane Memorial Bridge (nach dem Zeichner Bob Kane)
- Sprang Bridge (nach Zeichner Dick Sprang)
- Sprang River (nach Zeichner Dick Sprang)
- Vincefinkel Bridge (nach Gordon F. Vincefinkel)
- Von Grunewald Tower (nach Mark Grunewald)
- The Westward Bridge (nach den Schauspielern Adam West und Burt Ward)

### Wiederkehrende Schauplätze in Gotham City
- Amusement Mile

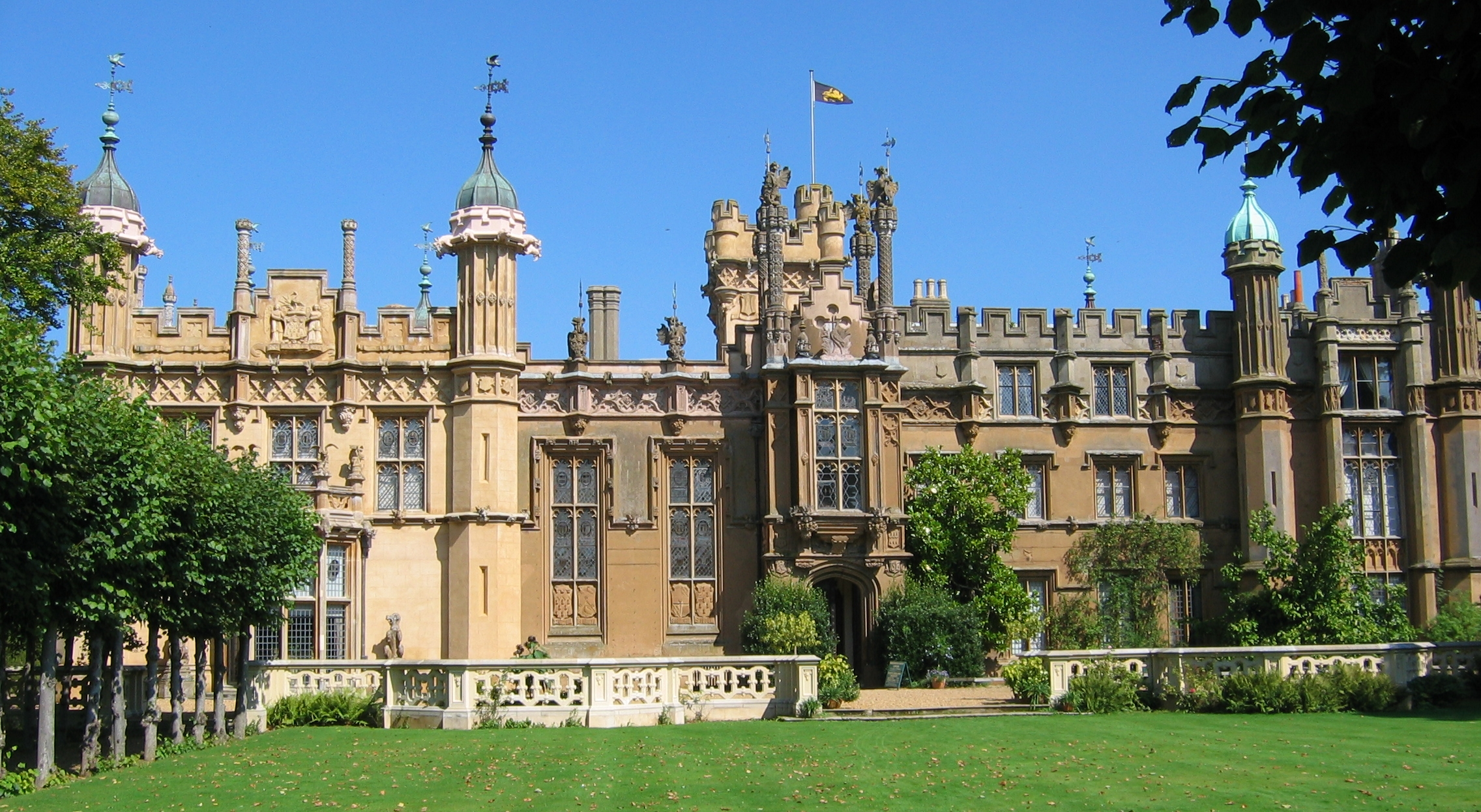
Das Knebworth in Hertfordshire diente im Batman-Film von 1989 als Kulisse für Wayne Manor

- Arkham Asylum: (Mercy Mansion / New Arkham Asylum) Das Arkham Asylum ist die Psychiatrie von Gotham City. Das neue Gebäude der Anstalt befindet sich in der alten Villa Old Mercy Mansion, auf einer kleineren Insel westlich von New Gotham in der Nähe des D’Angelo-Klärwerkes.
- Arkham Asylum: (Old Arkham Asylum) Das alte Gebäude der Anstalt von Arkham, liegt außerhalb der Downtown von Gotham in einem Außenbezirk auf dem Festland. In den Batmangeschichten der letzten 12 Jahre steht Old Arkham leer und ist durch einen Terroranschlag schwer beschädigt. Die Anstalt ist seitdem in dem Gebäude des Old Mercy Mansion untergebracht.
- Axis Chemicals (auch Aces Chemical Processing Inc.): Ein Chemiewerk in Uptown Gotham, der nördlichen Insel der Innenstadt. Das Werk war Schauplatz der Verwandlung eines namenlosen Gauners in Batmans Erzfeind Joker: Bei dem Versuch, durch die Axis-Werke in eine angrenzende Spielkartenfabrik einzubrechen, stürzt der Mann – auf der Flucht vor Batman, der ihn überrascht – in ein mit chemischen Säuren gefülltes Auffangbecken. Die Säuren färben seine Haut weiß, seine Haare grün und seine Lippen blutrot. Im Batmanfilm von 1989 nutzt der Joker die Fabrik, um dort ein tödliches Gift herzustellen, mit dem er die Bewohner von Gotham heimsucht, bis Batman die Fabrik in die Luft sprengt.
- Babylon Towers
- Banken: Zu den zahlreichen Banken von Gotham City zählen unter anderem die American Bank, die Commercial Bank, die Diversified Bank, die Empire Bank, die Federal State Bank, die Gotham General Bank & Trust, die Heritage First National Bank and Trust, die Gotham City National Bank und die Gotham City Bank.
- Bard P.I.: Die Detektei des Privatdetektivs Jason Bard, die immer einmal wieder als Schauplatz von Geschichten dient, in denen Bard mitspielt.
- Bartinell House
- Bessarovian Embassy: Die diplomatische Vertretung des fiktiven Staates Bessarovia, die sich in der Downtown von Gotham City befindet.
- Blackgate Maximum Security Penitentiary: Das Gefängnis von Gotham City, das dem kalifornischen Gefängnis Alcatraz nachempfunden ist. Blackgate wird meistens als auf einer Insel (Blackgate Island) die im Süden der Stadt in der Gotham Bay liegt befindlich angegeben. In der Batman-Zeichentrickserie der 90er Jahre wurde Blackgate als Stonegate Prison, in einem Roman von Andrew Vachss als Hellgate Prison bezeichnet. In Blackgate werden Batmans zurechnungsfähige, nicht geisteskranke Gegenspieler untergebracht. Als Direktor der Anstalt wird meist Warden Zerhardt dargestellt, unter den Mitarbeitern sind vor allem der Psychologe Dr. Simpson Flanders und ein Arzt namens „Doc“ wiederkehrend.
Insassen von Blackgate sind oder waren u. a.: Actuary, der Baffler, Bane, Black Spider, Bruce Wayne, Cassidy, Catwoman, Cluemaster, David Cain, Dean „Hungry“ Fahy, Dragoncat, Elmo Galvan, Ernie Chubb, Eustace Marker, Faceless, Firebug, Firefly, Gunhawk, Jared Manx, Joe Rabbit, der Joker, KGBeast, Monsoon, Nate, Ratcatcher, Rhino, Shoppie, Steeljacket, die Trigger Twins, Vincent „The Shark“ Starkey, Weasel und Willis Danko. Ständige Wechselgänger zwischen Blackgate und Arkham sind Mister Freeze, der Bauchredner und Firefly.
- Bloods Apartment: Das Apartment des Okkultisten Jason Blood. Bloods Apartment, eine Ansammlung düsterer Räume, die mit allerlei mystischen Andenken und magischen Artefakten vollgestopft sind, ist einer der Hauptschauplätze der Comicserien The Demon über die Abenteuer von Bloods Alter Ego, dem Dämonen Etrigan.
- Bonzo des Armlosen Meisters: Eine Kampfsportschule in der Chinatown von Gotham City. Zu den ehemaligen Schülern des Bonzos, der früher von einem armlosen Kampfsportmeister geleitet wurde, zählen unter anderem Selina Kyle (Catwoman) und der Söldner Hellhound.
- Brentwood Academy: Ein exklusives Jungeninternat, das sich außerhalb von Gotham City in dem idyllischen Vorort Somerset befindet. Zu den Schülern von Brentwood zählten in der Vergangenheit unter anderem Tim Drake (Batmans Assistent Robin) und der Kronprinz Ali ben Kadir.
- Bullocks Apartment: Die Wohnung von Sergeant Harvey Bullock. Bullock, ein schmuddeliger, übergewichtiger, trenchcoatbewehrter Polizist mit Vorliebe für alte Filme ist eine der häufigsten Nebenfiguren der Batman-Comics. Bullocks Wohnung fällt vor allem durch die in ihr herrschende Unordnung und Schmuddeligkeit und durch eine Vielzahl von Filmplakaten, die der Kino-Enthusiast Bullock an die Wände gepinnt hat, auf. Trotz ihres fragwürdigen hygienischen Zustandes handelt es sich bei Bullocks Wohnung, die sich in einem edlen Apartmenthaus in einem der teuersten Viertel der Innenstadt befindet, um eine exklusive Bleibe.
- Bürgermeisterresidenz: (Mayor Mansion) Der Amtssitz des Bürgermeisters von Gotham City.
- Clayface Höhle
- Clock Tower: Ein alter Uhrenturm in Old Gotham, der südlichen Insel von Gotham City. Der Tower wurde lange Jahre von der Informationsbrokerin Oracle, alias Barbara Gordon, die Batman und andere „Superhelden“ mit Informationen versorgt, als Hauptquartier genutzt: Gordon führte im Turm zentral alle von ihr gesammelten Daten zusammen, um sie dann auszuwerten und an ihre „Klienten“ weiterzugeben. Nachdem der Bandenführer Black Mask den Clock Tower zerstörte, musste „Oracle“ sich eine neue Unterkunft und Einsatzzentrale suchen.
- County Police Station: Das Hauptquartier der Sheriffs des Gotham Countys außerhalb der Stadt.
- Gotham Superior Courthouse: Das Haupt-Gerichtsgebäude von Gotham City. Als Ort, an dem überführte Kriminelle verurteilt werden, ist das ehrwürdige Gerichtsgebäude Handlungsschauplatz zahlloser Batman-Geschichten. In ihm spielt unter anderem die „Origin-Story“ des Schurken Two-Face, die beschreibt wie Generalstaatsanwalt Harvey Dent bei einer Verhandlung gegen den Mafioso Salvatore Maroni von diesem Säure ins Gesicht gespritzt bekommt, darüber wahnsinnig wird und zum geisteskranken Schurken Two Face wird.
- Davenport Centre: Der Sitz der Firma des snobbistischen Millionär Devin D. Davenport. Das Davenport Centre, ein klotziges Hochhaus im Gotham Stil, stürzt während der „Cataclysm“-Storyline bei einem Erdbeben um. Während der folgenden „No Man’s Land“-Storyline wird das, nun nicht mehr senkrecht stehende, sondern waagrecht liegende, Gebäude, von dem Kriminellen „Pinguin“ als Hauptquartier benutzt, in dem er mit Lebensmitteln und anderen lebenswichtigen Gütern handelt, die er gegen Geld und Wertgegenstände eintauscht, und Gladiatorenkämpfe veranstaltet.
- Davenport Mansion: Ein ehrwürdiges Herrenhaus und das Zuhause von Bruce Waynes nächstem Nachbarn, dem Milliardär Devlin D. Davenport, das sich in unmittelbarer Nähe zu Wayne Manor befindet.
- Dents Apartment
- Drake Haushalt
- Falcones Penthaus
- Fox Haushalt: Das Haus von Lucius Fox, dem Vorstandsvorsitzenden von Wayne Enterprises befindet sich in Somerset, einem Vorort von Gotham City.
- Gordons Haus: Das Haus von James Gordon, dem Polizeichef von Gotham City befindet sich im Süden der Downtown im Bezirk Tricorner in der Nähe des Hafens.
- Gotham Arts Centre
- Gotham City Chimes Building
- Gotham City Harbour
- Gotham City Library: Die Stadtbücherei von Gotham City, die sich im District in Old Gotham befindet.
- Gotham City Millionaires Club
- Gotham City Science Institute
- Gotham City Square Gardens
- Gotham City University: Die Universität von Gotham City. Der wohl bekannteste, ehemalige Mitarbeiter dieser Alma Mater ist der Psychologieprofessor Jonathan Crane, der sich als „Scarecrow“ einen Namen als Krimineller gemacht hat.
- Gotham City Zoo: Der Zoo von Gotham City befindet sich im Zentrum des Robinson Parks, dem größten Park von Gotham City.
- Gotham Country Club: Ein exklusiver Klub der High Society von Gotham City. Die Mitglieder des Klubs widmen sich elitären Vergnügungen wie Golfspielen oder Pferderennen. Das vornehme Klubhaus des Country Clubs befindet sich außerhalb von Gotham City in dem ländlichen Stadtteil Somerset.
- Gotham County High School
- Gotham Penitentiary: Das alte, inzwischen geschlossene Stadtgefängnis von Gotham City, das in neueren Geschichten durch das Blackgate Penitentiary ersetzt worden ist.
- Gotham Public Library:
- Gotham Towers
- Gotham Town Hall: Das Rathaus von Gotham City.
- Der Hutbunker: Ein Unterschlupf des geisteskranken Kriminellen „Mad Hatter“, der sich in einem schwergepanzerten unterirdischen Tresorraum („Bunker“) unterhalb von Gotham City befindet. Der „Bunker“ trägt seinen Namen, da er vor allem als sichere Lagerstätte der Hutsammlung des Hatters gilt.
- Iceberg Lounge: Ein Nachtklub, der von dem Kriminellen Oswald Chesterfield Cobblepot geleitet wird und heimlich als Kulisse für allerlei kriminelle Geschäfte sowie als Umschlagsplatz für Schmuggelware dient. Die Iceberg Lounge ist ein Themenrestaurant das optisch bis zu einem gewissen Grade das Polargebiet nachahmt, indem die Stühle aussehen wie Eisblöcke, Bassins das Innere der Lounge zieren und ähnliches mehr. Der Name leitet sich von Cobblepots Spitznamen, „Pinguin“ ab, den dieser seinem putzigen Erscheinungsbild mit Frack, Monokel und Zylinder verdankt, das ihn einem Pinguin ähneln lässt.
- Janus Cosmetics: Eine Unterfirma von Wayne Enterprises, die sich auf die Herstellung von Kosmetika spezialisiert hat. Der ursprünglichen Besitzer von Janus war die Familie Sionis. Die Sionis mussten ihre Firma schließlich aufgrund von Misswirtschaft, die sie zahlungsunfähig machte, an Wayne Enterprises verkaufen.
- Joker Klub
- Kadavers Mordagentur: Das „Büro“ des Kriminellen Mortimer Kadaver, der eine Agentur betreibt, in der man die Dienste von Berufsattentätern ankaufen kann. Im Keller der Agentur befindet sich eine Folterkammer, die der sadistisch veranlagte Kadaver im Stil der spanischen Inquisition mit Eisernen Jungfrauen, Beilen, Streckbänken und einem Säurebad ausgestattet hat.
- Killinger’s Department Store
- Kino
- Die Kistenstadt: Eine Ansammlung provisorischer, hüttenähnlicher Unterkünfte aus Pappkartons und Wellblechplatten im East End von Gotham City. Die Kistenstadt wird von einigen hundert Obdachlosen bewohnt, die eine Art Subkultur zur restlichen Bevölkerung von Gotham bilden, von der sie sich als „Ausgestoßene“ bewusst abgrenzen. Der am häufigsten in den Batman-Geschichten auftretende Bewohner der Kistenstadt ist der Vietnamveteran „Legs“.
- Knight Dome Sporting Complex
- Langstrom Haushalt: Der Haushalt des Wissenschaftlers Kirk („Manbat“) Langstrom und seiner Ehefrau Francince in Old Gotham. Dem Haushalt gehören außerdem die Kinder Rebecca und Aaron an.
- Lehah Penthouse
- Leichenschauhaus: Das Leichenschauhaus (Morgue) von Gotham City befindet sich nahe dem Polizeihauptquartier. Zu den dort tätigen Pathologen zählt unter anderem der verschrobene Mortimer Gunt. Das Leichenschauhaus dient – als Schauplatz des Entdeckens kurioser Todesursachen seiner „Patienten“ – häufig als Ausgangspunkt von detektivisch gefärbten Batman-Geschichten.
- LexCorp Gotham
- Madame Soleil’s Wax Museum: Das Wachsfigurenkabinett zählt zu den beliebtesten Attraktionen von Gotham City.
- Miller Harbour: Der Hafen von Gotham City.
- Monarch Playing Card Co.
- Museen: Zu den Museen von Gotham zählen das Gotham City Museum, das Gotham City Museum of Antiquities und das Gotham City Museum of Natural History.
- My Alibi: Eine Kneipe im East End von Gotham, in der vorwiegend Kriminelle verkehren.
- Noonan’s Bar: Eine früher von dem in die Jahre gekommenen Killer Sean Noonan betriebene Bar, die sich in dem verkommenen Stadtviertel „The Cauldron“ (Deutsch: „Der Kessel“) befindet. Das Noonan’s war als Stammkneipe von allerlei Killern und Schlägern ein Hauptschauplatz der in Gotham City spielenden satirischen Comicserie Hitman. Zu den Besuchern des Noonan’s gehörten u. a. der Killer Tommy Monaghan und der Schläger Hacken. Besonders erwähnenswert ist zudem der Barkeeper, ein Höllendämon (!) namens Baytor.
- One Gotham Center
- One Part Trinity Plaza
- Parkhurst Galleries
- Phony Island
- Phony Island Lighthouse
- Potatoe P.I.: Die Detektei des Privatermittlers Joe Potatoe. Potatoes chaotisch-verstaubte Kanzlei befindet sich im East End von Gotham City.
- Polizei Hauptquartier
- Satorius Kraftwerk
- Scarecrow-Feld
- Sionis Mansion
- South Complex
- Sport-Teams: Zu den in Gotham beheimateten Sportmannschaften zählen die Gotham City Bats (Baseball), Gotham City Eagles (Baseball), die Gotham Goliaths (Basketball), die Gotham Knights (Football; manchmal auch Baseball) und die Gotham Gators (Basketball).
- Spring Street Aquarium: Das Aquarium von Gotham City, das sich in New Gotham nahe dem Yachthafen der Stadt befindet.
- The Stacked Deck
- Stadien: Gotham City verfügt über mehrere Sportstadien, so das Spayed Stadium, das Tyler Stadium, das Gotham City Coloseum und das Gotham City Soccer Stadium.
- S.T.A.R.-Labs Gotham
- The Statue of Justice: Eine auch als „Lady Gotham“ bezeichnete Statue auf einer kleinen Insel im Hafen von Gotham City, die der New Yorker Freiheitsstatue nachempfunden ist.
- Thompkins Klinik
- Tobacconists’ Club
- Umbrella Shop: Eine Geheimwerkstatt, die sich im Hinterzimmer eines Vogelgeschäftes in der innenstadt von Gotham City befindet. Hier fertigt ein namenloser Mann die Spezial-Regenschirme des schurkischen „Pinguins“ an.
- Untergrundstadt
- Vauxhall Opera Shell & Indoor Concert Center: Die Oper von Gotham City, ein futuristisches Gebäude mit intrikater Baustruktur, das dem berühmten Opernhaus der Stadt Sydney nachempfunden ist.
- Ventriloquist Club
- Das Vogelhaus: Ein im viktorianischen Stil erbautes, großhalliges Vogelhaus im Besitz des Kriminellen Oswald Cobblepot, genannt Pinguin. Das Vogelhaus befindet sich außerhalb von Gotham im Gotham County und ist als Freiflugvoliere für das Federvieh aus der Vogelsammlung des Pinguins angelegt. Außerdem dient es gelegentlich als Versteck, Rückzugsbasis und Planungsschmiede für die Aktionen des monokelbewehrten Gauners.
- Waisenhaus
- Washington Centre
- Wayne Animal Sanctuary: Ein Tierheim das von der Wayne Foundation betrieben wird.
- Wayne Botanical Gardon:
- Wayne Foundation: Eine von Bruce Wayne zum Andenken an seine Eltern ins Leben gerufene Stiftung. Die Firmenpolitik der Stiftung wird von dem Manager Lucius Fox geleitet. Aufgaben der Stiftung sind die Versorgung von Kriminalitätsopfern sowie allgemein Projekte zur Steigerung der Wohlfahrt der Allgemeinheit. Der Sitz der Stiftung befindet sich im Wayne Foundation Building im Zentrum der Stadt. Auf dem Dach der Stiftung befindet sich ein Penthouse das Bruce Wayne zeitweise bewohnte. Hinzu kommt eine geheime, zweite, Bathöhle die sich in einem Unterkeller des Gebäudes befindet.

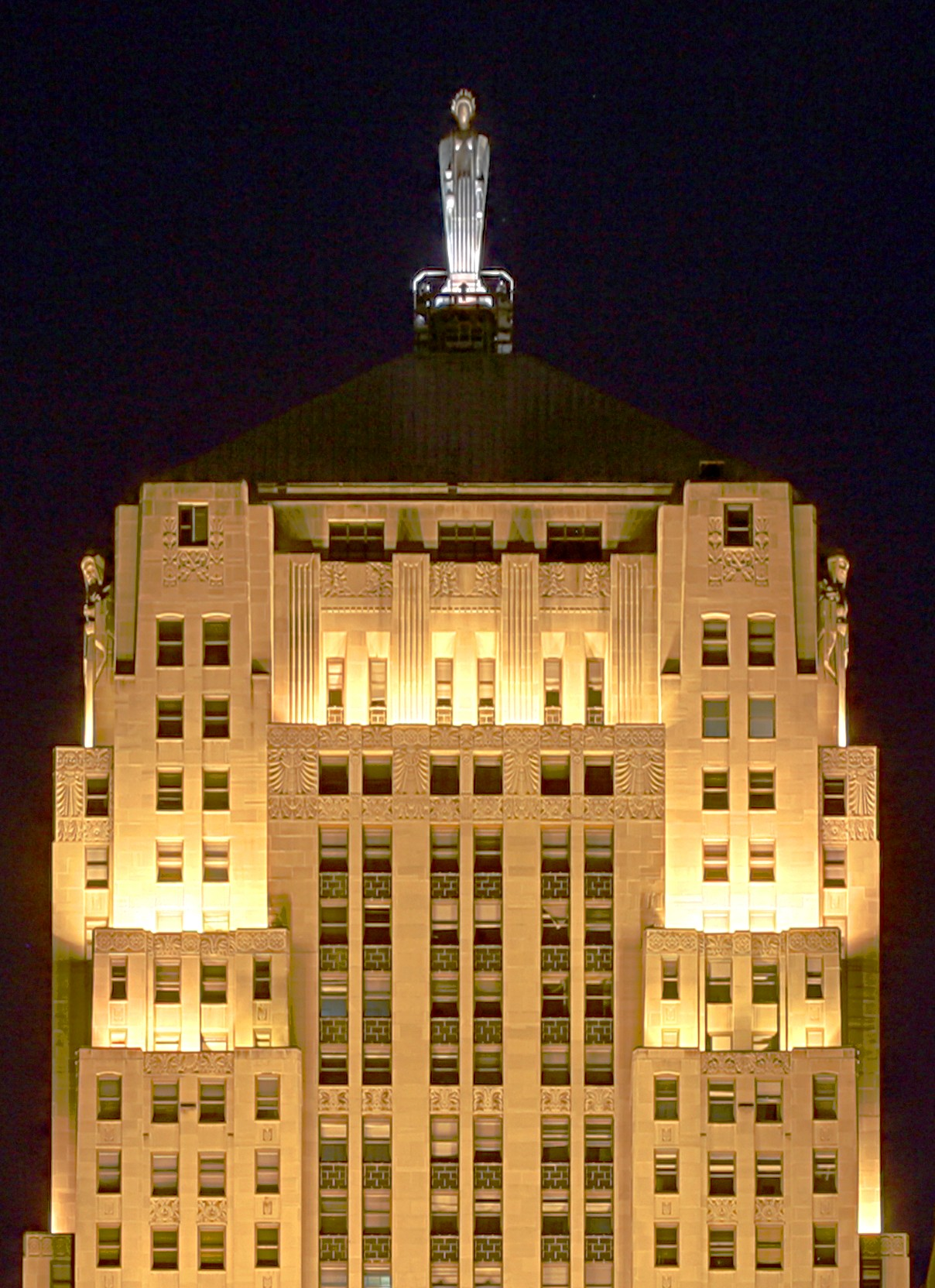
Nachtansicht des Chicago Board of Trade Gebäudes, das in Batman Begins (2005) als Kulisse für den Wayne Tower diente.

- Wayne Manor: Das Anwesen von Bruce Wayne (Batman). In den meisten Versionen des Batman-Stoffes ist Wayne Manor ein riesiges Herrenhaus, das sich auf einem Hügel in dem exklusiven Gothamer Vorort Somerset befindet. Laut Shadow of the Bat #45 wurde das Haus 1855 von dem Eisenbahnmagnaten Jerome K. van Derm erbaut, der dort jedoch niemals einzog, da er infolge des Bankrotts seines Unternehmens Suizid beging. Stattdessen erwirbt der junge Richter Solomon Zebediah Wayne das leerstehende Haus sowie umliegende Sumpfgebiete, die er trockenlegen lässt, um das Gebäude mit prächtigen Parkanlagen zu umgeben und richtet dort den Stammsitz seiner Familie ein. Nach dem Tod seines Vaters Thomas Wayne, einem Ur-Enkel von Solomon Wayne, erbt Bruce Wayne das Anwesen. In den Kellergewölben des Hauses, unter dem sich kilometerlange Höhlenanlagen befinden, die unterirdisch bis in die Innenstadt reichen – und die früher als Teil der „Underground Railroad“ geflohenen Sklaven aus den Südstaaten als Reiseweg in den sicheren Norden dienten – richtet Wayne später die Bathöhle, als Hauptquartier für seine Aktivitäten als Verbrechensbekämpfer ein. Außer Bruce Wayne wird Wayne Manor noch von dessen englischen Butler Alfred und dem Wach- und Haushund Ace bewohnt. Weitere Bewohner des Hauses in der Standard-Kontinuität der Batman-Geschichten sind oder waren in der Vergangenheit Bruce Waynes Ziehsöhne Dick Grayson, Jason Todd und Tim Drake, sowie der bucklige Mechaniker Herold, der sich zeitweise eine Werkstatt in den Höhlenanlagen unterhalb des Hauses eingerichtet hatte. Das Gebäude beinhaltet einen Festsaal, eine Gemäldesammlung, einen Pool, eine Bibliothek, eine Freitreppe, sowie zahllose Zimmerfluchten und verwinkelte Korridore, die mit allerlei Antiquitäten wie englischen Ritterrüstungen oder dem Wehrgehänge von Samurais ausgestattet sind. Nach der beinahe vollständigen Zerstörung des Hauses infolge des Erdbebens (1998) wurde es im Stil einer englischen Ritterburg neu errichtet, seither verfügt es nicht nur über Zinnen und Schmuck-Kanonen, sondern auch über einen Heliport. In den Gärten von Wayne Manor befinden sich ausgedehnte Wiesenanlagen und ein kleiner Friedhof. Energie bezieht das Haus einigen Geschichten zufolge durch Solaranlagen. Wayne Manor wurde zwischen 1989 und 2008 in allen sechs Kinofilmen als Handlungsschauplatz benutzt, als Kulissen dienten dabei das Knebworth House, ein gotisches Tudorbauwerk nördlich von London und das Hatfield House in Hertfordshire (Innenaufnahmen) für die Tim-Burton-Filme, das Webb Institute und das Anwesen Mentmore Towers in Buckinghamshire. Das Gebäude ist den Häusern der Rockcliffe Nachbarschaft in Ottawa nachempfunden.
- Wayne Memorial Clock Tower
- Wayne Tower
- White’s Pond
- Zeitungen: Zu den in Gotham ansässigen Zeitungen zählen unter anderem der Gotham City Herald, die Gotham Gazette und die Gotham City Times.

### Brücken und Tunnel
- Amerigold Columbus Bridge
- Brown R.R. Tubes
- Gotham City Bridge
- Gotham County Underwater R.R. Tube
- Gotham Water District Tunnel
- Moonres Bridges
- Novick Tunnel
- Old Stamm Tunnel
- Peterson R.R. Tubes
- Robert Kane Memorial Bridge
- Sprang Bridge
- Trigate Bridges
- The Westward Bridge
- Vincefinkel Bridge
- Gotham Pioneer Bridge

### Flüsse
- Gotham River
- Sprang River
- West River

### Gebiete und Stadtviertel
- Bowery
- Bristol: Siehe „Gotham Heights“.
- Burnley
- The Cauldron
- Chinatown: Das Chinesenviertel von Gotham City, das von den sogenannten Lucky Hands Triaden beherrscht wird.
- City Hall District: Das „Regierungsviertel“ von Gotham City. Der City Hall District befindet sich in Old Gotham. In ihm liegen außer dem Rathaus die meisten wichtigen Verwaltungsbehörden sowie das Amtsgericht.
- „Crime Alley“ (eigentlich: Park Row)
- Diamond District
- East End
- Fashion District
- Financial District: Der Finanzdistrikt von Gotham City in dem sich, neben den meisten Banken der Stadt, auch eine Aktienbörse befindet.
- Gotham County
- Gotham Heights: (auch: Bristol oder Crest Hill)
- Gotham Village (nach Greenwich Village)
- Grand Avenue: Gotham Citys Pendant zum Broadway. Hier befinden sich zahlreiche Theater, ein Opernhaus und ähnliche Kultur- und Vergnügungseinrichtungen.
- The Hill
- Kubrick District
- Little Odessa
- New Town
- Old Gotham: Die südliche der beiden Hauptinseln, die die Downtown von Gotham City bilden. In Old Gotham befinden sich unter anderem das Rathaus, die Wayne Towers, das Polizeihauptquartier und das Hauptgericht von Gotham City.
- Otisburg
- Park Row: Siehe „Crime Alley“ weiter oben.
- Slaughter Swamp: Ein Sumpfgebiet außerhalb von Gotham City, in dem der monströse Koloss Solomon Grundy lebt. Der Sumpf wurde erstmals in einem Comic von 1947 vorgestellt.
- Toxic Acres: Ein chemikalienverseuchtes Gebiet, das sich im Umkreis der Axis Chemicals Fabrik befindet.
- Tricorner
- Waterhall District

### Parks
- Dinosaur Island Vergnügungspark
- Gotham City Central Park
- Grant Park
- Robinson Park
- verlassener Vergnügungspark

### Straßen und Plätze
- Cathedral Square
- Chimes Square
- Coley Square
- Gotham City Speedway: Eine Schnellstraße von und aus Gotham City, die zur Abfertigung des Pendlerverkehrs dient.
- Gotham Square (Times Square)
- Monolith Square

## Bildmaterial zu Gotham City
„Aufnahmen“ der Skyline und panoramische Ansichten des Stadtbildes finden sich unter den folgenden Links:
Gotham City in den Batman-Comics:
- Das nächtliche Gotham, Bleistiftzeichnung 1992[11]
- Das nächtliche Gotham mit Batsignal, Bleistiftzeichnung
- Gotham City, kolorierte Zeichnung ca. 2004[12]

Gotham City in den Batman-Filmen:
- Tim Burtons „Batman“
- Christopher Nolans „Batman Begins“

## Bewohner
Wie aus dem Film The Dark Knight hervorging, leben in Gotham City ca. 30 Millionen Menschen.
Zu den Bewohnern von Gotham City zählen neben Batman, seinen Verbündeten – wie etwa Robin und Nightwing (dieser zieht später nach Bludhaven und sorgt wie Batman für Gerechtigkeit) – und Widersachern – wie Two-Face, dem Riddler und dem Joker – auch zahlreiche andere Charaktere. So lebte und „arbeitete“ der Auftragskiller Tommy Monaghan, Titelheld der Serie Hitman, lange Zeit im Kessel, einem der übelsten Slums von Gotham City. Der tragische Obskurant und Mystiker Jason Blood, der aufgrund eines Fluches seinen Körper mit dem Dämonen Etrigan teilen muss, ist ebenso ein Bewohner von Gotham City wie der jüdische Pfandleiher Roary Regan, der als Ragman den Juden von Gotham City in besonderem Maße seinen Schutz angedeihen lässt.

### Die Bürgermeister von Gotham City
Seit 1939 sind knapp ein Dutzend Figuren in den Batman-Comics aufgetreten, die als Bürgermeister von Gotham City identifiziert wurden.
- Der erste – noch namenlose – Bürgermeister von Gotham City trat in Batman #12 und Detective Comics #68 auf. Optisch war er dem New Yorker Bürgermeister Fiorello H. LaGuardia nachempfunden.
- Mayor Hayes: Ein Bürgermeister, der erstmals in Batman #207 vom Dezember 1968 auftaucht, und danach in einigen Batman-Geschichten der 1960er Jahre als Bürgermeister der Stadt auftritt.
- In Heften der Serie Legends of the Dark Knight, die Geschichten aus der Anfangszeit von Batmans Karriere erzählen, taucht häufiger der Bürgermeister Wilson Klass auf.
- Bürgermeister Taylor sieht man in World’s Finest #148, Detective Comics #330 und 375, The Brave and Bold #59, 67 und 78, sowie Batman #173 und 186.
- Ein weiterer namenloser Bürgermeister kam vor in: Batman #270, 275, 283 und 302, The Brave and The Bold #148, Super Friends #22, World’s Finest #260 und 262, Detective Comics #490 und #500.
- Hamilton Hill: Ein korrupter Politiker der in Detective Comics #511, vom Februar 1982, mit Hilfe des korrupten ehemaligen Ratsherren Rupert Thorne zum Bürgermeister gewählt wird. Hill scheidet in Batman #381 vom März 1985 aus seinem Amt aus, nachdem Batman und der Polizeichef von Gotham, James Gordon, seine Verwicklung in kriminelle Machenschaften beweisen können.
- Mayor Lieberman: Der Bürgermeister von Gotham in dem Crossover Batman vs. Predator (1991), sowie den Miniserien Robin II und Batman: Run, Riddler, Run.
- In Detective Comics #648 tritt ein afroamerikanischer Bürgermeister auf.
- Armand Krol: Ein republikanischer Bürgermeister der in Detective Comics #647 vom August 1992 auftaucht. Als „law and order“-Mann regierte er die Stadt, bis er in Shadow of the Bat #46, Januar 1996, gegen die gemäßigte Marion Grange unterliegt. Kroll stirbt schließlich in Detective Comics #699, August 1996, an den Folgen seiner Erkrankung an einem Ebola-Virus, die er sich in der „Contagion“-Storyline zugezogen hat.
- Marion Grange: Grange wird in Shadow of the Bat #46, im Vorfeld der „Contagion“-Storyline, von 1996, zur Bürgermeisterin gewählt. Sie tritt ihr Amt schließlich vorzeitig auf Weisung des Gouverneurs des Staates in dem sich Gotham befindet während eines Terroranschlags auf die Stadt (Robin #28, Terroristen setzen Ebola-Viren in Gotham frei) an.
- Daniel Danforth Dickerson III wurde nach der „No Man’s Land Storyline“ zu Gothams Bürgermeister gewählt und blieb im Amt, bis er von Batmans Erzfeind, dem Joker ermordet wurde.
- David Hull war Gothams Bürgermeister in Geschichten der mittleren 2000er Jahre.
- Zudem wurde ein Mann namens Aubrey James als Gotham Citys Bürgermeister zum Zeitpunkt der Ermordung von Bruce Waynes (Batmans) Eltern identifiziert (Batman: Legends of the Dark Knight #204, Juni 2006).

In der Batman-Fernsehserie der 1960er Jahre trat der Schauspieler Byron Keith als Bürgermeister der Stadt auf. Der Name seiner Rolle Linseed war dabei eine Anspielung auf John Lindsay, den damaligen Bürgermeister des realen Gotham City, d. h. New York City. Die Batman-Zeichentrickserie der 1990er Jahre bediente sich einer charakterlich weitaus edler und nicht-korrupt gezeichneten Version von Hamilton Hill, die von Lloyd Bochner im Original gesprochen wurde. In der Zeichentrickserie „The Batman“ wurde der Part des Bürgermeisters von Adam West gesprochen, der in den 1960er Jahren Batman verkörpert hatte.
Im Batman-Film von 1989 trat Lee Wallace in der Rolle des Bürgermeisters William Borg auf. In Batman Returns spielte Michael Murphy Hamilton Hill, während in Batman Forever George Wallace in die Rolle eines namenlosen Bürgermeisters schlüpfte.

### Die Polizei von Gotham City
Angehörige der Polizei von Gotham City, dem Gotham City Police Department (GCPD), treten in praktisch jeder Batman-Geschichte auf. Während einige Mitarbeiter der Polizeibehörde als Batman gegenüber feindlich eingestellt porträtiert werden, gelegentlich Geschichten sogar von Versuchen einiger Polizisten handeln, den „Selbstjustizler“ Batman zur Strecke zu bringen, wird die überwiegende Mehrheit der Beamten in den meisten Geschichten als dem Vigilanten ausgesprochen positiv gegenüberstehend dargestellt.
Eine große Zahl der Batman-Storys handelt davon, wie der „Mitternachtsdetektiv“ sich mit Gothamer Polizisten verbündet, um gemeinsam besonders üble Verbrecher zur Strecke zu bringen. Während die Batman-Geschichten der Anfangsjahre die Polizeibehörde der Stadt als einen Sumpf aus Korruption und Unfähigkeit darstellen, zeigen spätere Geschichten, zumal die Comicserie G.C.P.D. drei Jahre lang eigene Abenteuer der Gothamer Polizisten erzählte, die Großstadtcops als eine eingeschworene Gemeinschaft ehrlicher Beamter.
Polizeichefs von Gotham City, die zu verschiedenen Zeitpunkten von Batmans Karriere auftreten, sind: Michael Akins, Peter Grogan, Gillian B. Loeb, Andie Howe, Sarah Essen-Gordon, Peter Pauling, und vor allem James Gordon.
Wiederkehrende Polizeibeamte des G.C.P.D. in den Batman-Comics sind oder waren unter anderem: Harvey Bullock, Stan Kitch, Cazz Sallucchi, Steve Henderson, Renee Montoya, Chrispus Allen, Jason Bard, Mackenzie Bock, Jim Corrigan, Detective Driver, Eddie Flass, Andy Grubs, Josie MacDonald, Stan Merkel, Moses, Murtough, „Chief“ Clancy O’Hara, Tactical Leader Billy Petit und Maggie Sawyer.
In den Batman-Kinofilmen und -Serials traten Pat Hingle, Lyle Talbot und Gary Oldman als Commissioner Gordon auf, während in der TV-Serie der 1960er Jahre Neil Hamilton in diese Rolle schlüpfte. In derselben Serie war Stafford Repp als Chief O’Hara zu sehen. Harvey Bullock trat, verkörpert von William Hootkins (und umbenannt in Max Eckhart), in dem Batman-Film von 1989 auf.

## Gotham City als Handlungsschauplatz von Comics, Filmen und Fernsehserien

### Gotham City als Handlungsschauplatz von Comics
Gotham City ist oder war unter anderem der Schauplatz der Comicserien oder -reihen um folgende Charaktere:
- Batman-Serien und Batman-verwandte Serien mit Schauplatz Gotham City:
  - Azrael, Batman, Catwoman, Birds of Prey, Nightwing, Robin.

- Nicht-Batman-Serien mit Schauplatz Gotham City:
  - The Demon/Etrigan, Hitman, The Question, Plastic Man, Ragman, Zauberer Zatara.

### Gotham City als Schauplatz von Filmen
In der Vergangenheit war Gotham City der Schauplatz sämtlicher Batman-Filme: So spielen die Kinofilme Batman, Batman Returns, Batman Forever, Batman & Robin, Batman Begins, The Dark Knight und The Dark Knight Rises, Batman hält die Welt in Atem, sowie die Zeichentrickfilme Batman:Mask of the Phantasm und Batman:Sub Zero in dieser fiktiven Stadt.
In Batman v Superman: Dawn of Justice (2016) liegt Gotham in direkter Nachbarschaft zu Metropolis.
Für den 1989er Batman Film schufen Set-Designer Anton Furst und Regisseur Tim Burton ein gotisch-düsteres Szenenbild, welches Gotham als einen alptraumhaft-klaustrophobischen Ort zeichnet und für das Furst 1990 mit dem Oscar ausgezeichnet wurde.
Joel Schumacher ließ seine Batman-Filme Batman und Robin und Batman Forever von der Set-Designerin Barbara Ling ausstatten, die einen Furst konträr entgegengesetzten Ansatz wählte: Sie ließ die Stadt in einer vielfach kritisierten, schillernden Jahrmarktsatmosphäre erscheinen, wobei vor allem moderne expressionistische und futuristische Motive überwogen, vereinzelt aber auch Motive des Art déco anzutreffen waren (in einer Szene taucht sogar ein Auto-Nummernschild auf, das Gotham als den „Art deco“-State bezeichnet). Lings Vorstellung von Gotham City wurde dementsprechend als eine Mischung aus Neo-Tokyo und Manhattan charakterisiert.
Christopher Nolan hat für seine Filme mit dem Designer Nathan Crowley zusammengearbeitet, um Gotham City zum Leben zu erwecken. Dabei wählte er einen sehr realistischen Ansatz, der stark an den Drehort Chicago erinnert. Im letzten Teil der Reihe wurde dieser Ansatz nicht mehr verfolgt und Gotham City mit nur geringfügig veränderten Aufnahmen von New York City einschließlich realer Bauwerke dargestellt.
Als Drehorte, die in den Batman-Filmen als Gotham City ausgegeben wurden, dienten unter anderem Cincinnati (Batman Forever) und Chicago (Batman Begins). Der Stadtteil „The Narrows“ in Batman Begins ist dabei der Stadt Kowloon (in SVZ Hong Kong) nachempfunden.
Als Drehort für den Filmsong Gotham City von R. Kelly diente New York.

### Gotham City als Schauplatz von Fernsehserien
Von 2014 bis 2019 wurde die Serie Gotham ausgestrahlt, welche die Stadt und ihre Bewohner näher beleuchtete.